# Índices SET50 y SET100
Los índices SET50 y SET100 son los principales índices bursátiles de Tailandia. Las compañías que pertenecen a estos índices son listadas en la bolsa de Tailandia (Stock Exchange of Thailand - SET) en Bangkok.

## Cálculo y revisión
Ambos índices son calculados de los precios de las 50 y 100 mayores compañías listadas en la bolsa de Tailandia en términos de capitalización, elevada liquidez, cumpliendo con los requerimientos de distribución de acciones entre los pequeños accionistas, etc.
El método de cálculo de estos índices depende de la ponderación por capitalización de mercado de las empresas. La base usada es el 16 de agosto de 1995 para el SET50 Index, y el 30 de abril de 2005 para el SET100 Index, que son los días cuando fueron establecidos respectivamente y su nivel base fue de 1000 puntos. 
La lista de empresas que componen los índices SET50 y SET100 Index es revisada cada seis meses para adecuarla a las nuevas condiciones del mercado. 

## Composición de los índices SET50 y SET100
Las compañías de los índices bursátiles SET50 y SET100, de 1 de enero de 2009 a 30 de junio de 2009 son las siguientes: